# Normandy (Surrey)
Normandy is een civil parish in het bestuurlijke gebied Guildford, in het Engelse graafschap Surrey met 2981 inwoners.